# دومينيك مونامي
دومينيك مونامي مواليد 31 مايو 1973 في لياج، هي لاعبة كرة مضرب بلجيكية سابقة بدأت مسيرتها كمحترفة سنة 1991 وكانت تلعب باليد اليمنى، اعتزلت اللعب في أكتوبر 2000. أعلى تصنيف لها في الفردي كان المركز الـ 9 في سنة 1998. سبق أن شاركت في دورة الألعاب الأولمبية الصيفية.

## النهائيات

### الزوجي: 1 (1–0)
| الحصيلة   | السنة | البطولة                 | الأرضية | الشريك     | المنافس                         | النتيجة       |
| --------- | ----- | ----------------------- | ------- | ---------- | ------------------------------- | ------------- |
| البرونزية | 2000  | دورة اللألعاب الأولمبية | صلبة    | إلس كالينز | أولغا باربانشيكوفا نتاشا زفريفا | 4–6, 6–4, 6–1 |

## الخط الزمني للفردي
مفتاح
| ف | ن | ن.ن | ر.ن | د# | د.م | ل | أ.أ | ت | غ | ب | ف | ذ | م.خ | ل.ت |

(ف) فاز بالبطولة (ن) وصل النهائي (ن.ن) نصف النهائي (ر.ن) ربع النهائي (د#) الأدوار الأربعة الأولى (د.م) دور المجموعات (ل) شارك في كأس ديفيز (أ.أ) خرج من الأدوار الاولى (ت) خسر التصفيات التأهيلية (غ) غاب عن الحدث أو البطولة (ب) حصل على ميدالية برونزية (ف) حصل على ميدالية فضية (ذ) حصل على ميدالية ذهبية (م.خ) بطولة الماسترز خُفضت إلى مرتبة أقل (ل.ت) البطولة لم تعقد في السنة المعينة.
لتجنب الارتباك وازدواجية الحساب، يتم تحديث هذه المعلومات إما في نهاية البطولة، أو عندما تكون مشاركة اللاعب في البطولة قد انتهت.
| الدورة                        | 1991 | 1992 | 1993 | 1994 | 1995 | 1996 | 1997 | 1998 | 1999 | 2000 | م.ف    | ف-خ   | ف%  |
| ----------------------------- | ---- | ---- | ---- | ---- | ---- | ---- | ---- | ---- | ---- | ---- | ------ | ----- | --- |
| بطولة أستراليا المفتوحة للتنس | غ    | د4   | د2   | د1   | Q1   | د2   | ر.ن  | د3   | ر.ن  | د2   | 0 / 8  | 15–8  | 65% |
| دورة رولان غاروس الدولية      | Q1   | د1   | د1   | د1   | د2   | د1   | د3   | د3   | د1   | د2   | 0 / 9  | 6–9   | 40% |
| بطولة ويمبلدون                | غ    | د1   | د1   | د3   | د2   | د3   | د1   | د4   | د4   | د1   | 0 / 9  | 11–9  | 55% |
| أمريكا المفتوحة               | د3   | د2   | د2   | د1   | د2   | د1   | د1   | د3   | د3   | د2   | 0 / 10 | 10–10 | 50% |

## وصلات خارجية
- دومينيك مونامي على موقع رابطة محترفات التنس (الإنجليزية)
- دومينيك مونامي على موقع الاتحاد الدولي لكرة المضرب (الإنجليزية)
- دومينيك مونامي على موقع كأس بيلي جين كينغ (الإنجليزية)
- دومينيك مونامي على موقع خلاصة التنس.كوم (الإنجليزية)
- دومينيك مونامي على موقع أوليمبيديا (الإنجليزية)

- الموقع الرسمي